# Ste-Maxellende

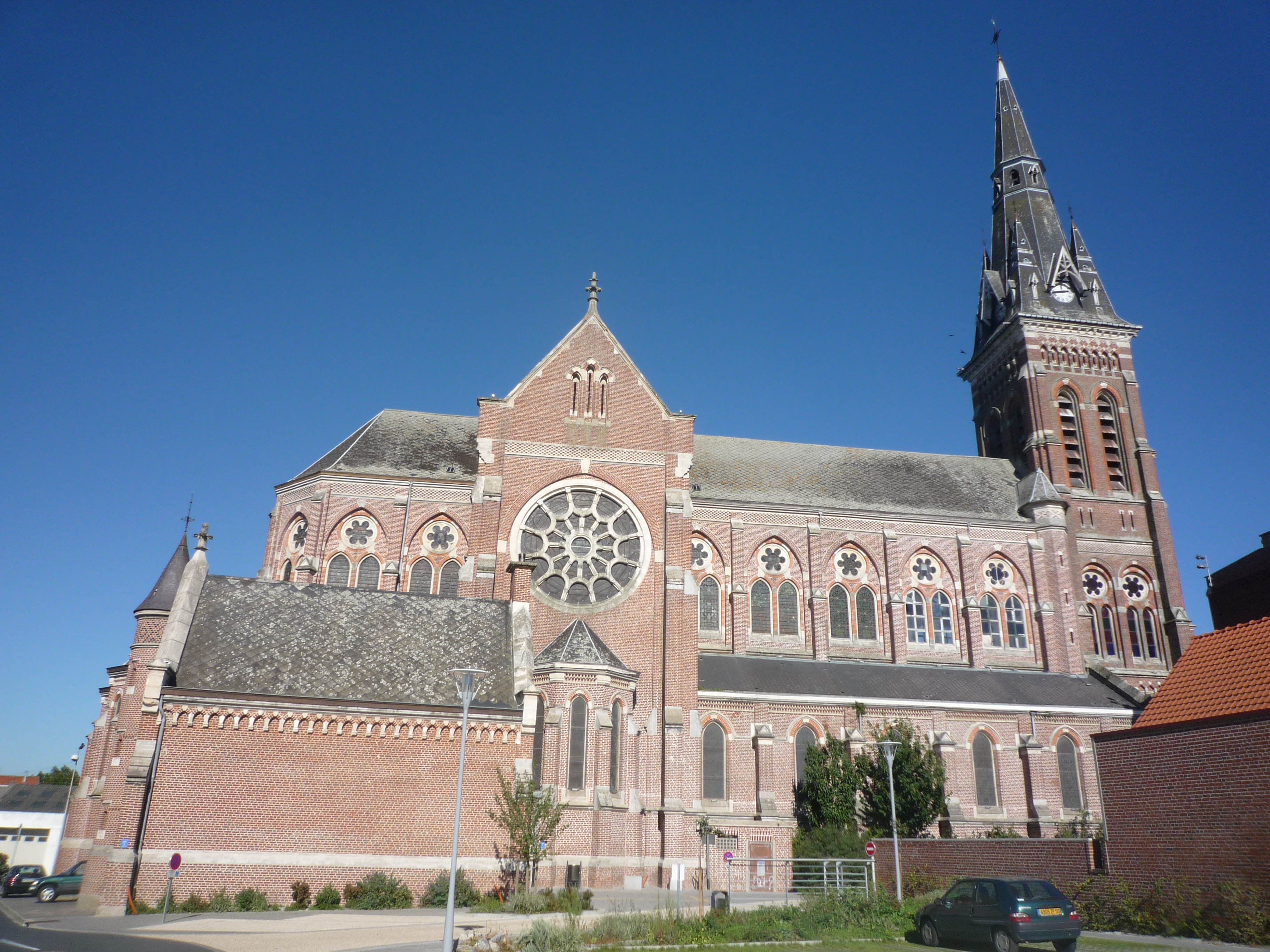
Basilika Ste-Maxellende

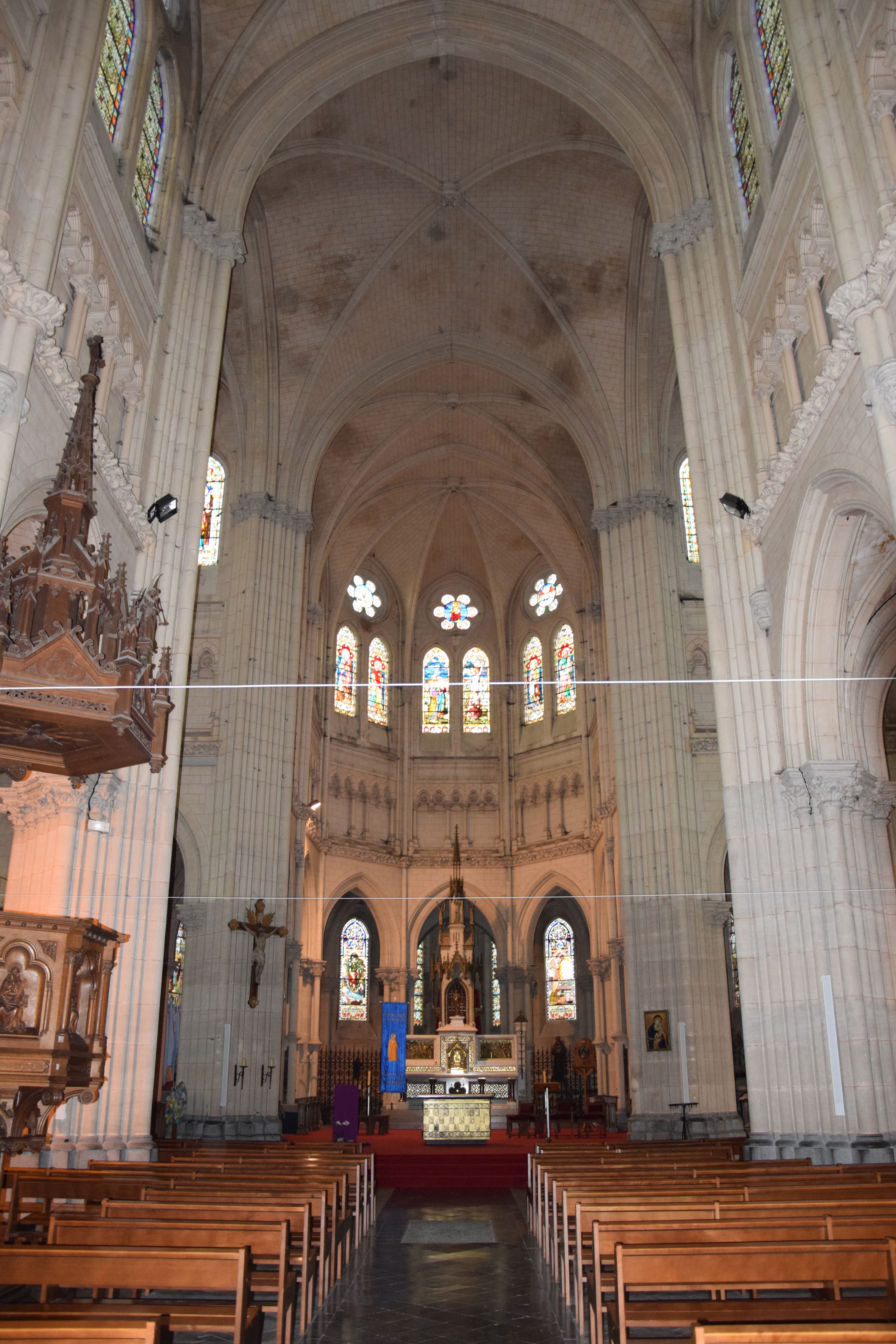
Innenraum

Die Basilika Sainte-Maxellende ist eine römisch-katholische Kirche in Caudry im französischen Département Nord der Region Hauts-de-France. Die Pfarr- und Wallfahrtskirche des Erzbistums Cambrai trägt den Titel einer Basilica minor. Die Ende des 19. Jahrhunderts im neugotischen Stil errichtete Kirche ist als historisches Baudenkmal geschützt. Die Basilika von Caudry ist der hl. Maxellende gewidmet, einer jungen Caudreserin, die im 7. Jahrhundert von ihrem Freier Harduin d’Amerval ermordet wurde.

## Geschichte
Das Gebäude im neugotischen Stil wurde nach den Plänen des Liller Architekten Louis Cordonnier zwischen 1887 und 1890 erbaut. Als Wallfahrtsort für Blinde und Sehbehinderte wurde die Kirche am 3. September 1991 durch Papst Johannes Paul II. in den Rang einer Basilica minor erhoben. Die Kirche in ihrer Gesamtheit wurde mit Dekret vom 25. September 2019 unter Denkmalschutz gestellt. 2020 wurde eine für drei Jahre projektierte Renovierung begonnen.

## Architektur
Die dreischiffige Basilika öffnet sich unter dem 75 Meter hohen Glockenturm. Das 20 Meter hohe Gewölbe des Mittelschiffs zieht bis zum Chor durch bei einer Kirchenlänge von 72 Metern. Die schmaleren und nur 8 Meter hohen Seitenschiffe werden als Chorumgang um die polygonale Apsis weitergeführt, von ihm gehen fünf einzelstehende Kranzkapellen ab. Das 36 Meter breite Querschiff endet mit zwei Kapellen, die linke ist Unserer Lieben Frau vom Rosenkranz gewidmet, die rechte der hl. Maxellende und bewahrt ihren Schrein auf.

## Ausstattung

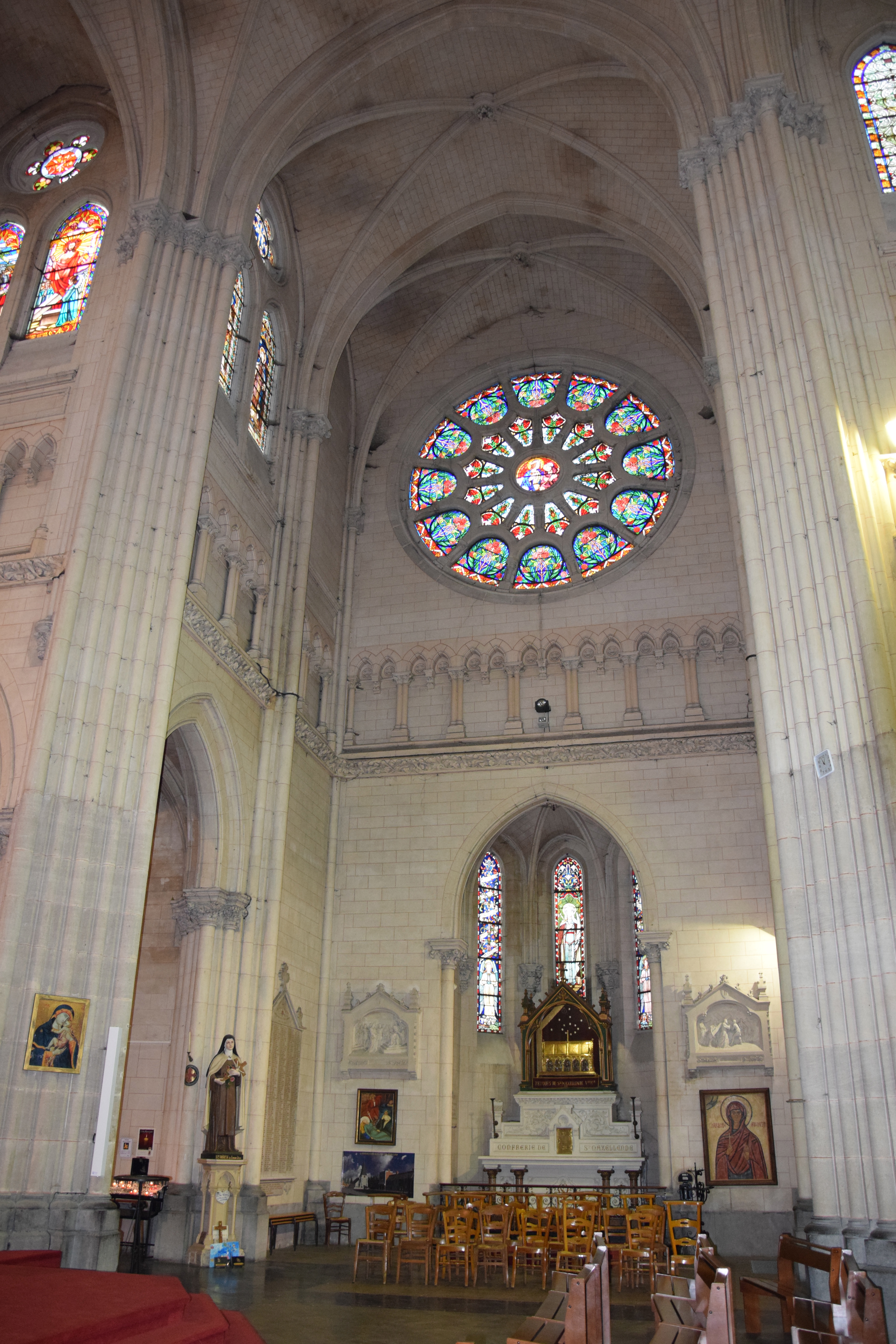
Rechtes Querschiff mit dem Schrein von Ste-Maxellende

Der Hochaltar wurde aus weißem Marmor geschaffen und mit vergoldetem Kupfer und Mosaiken geschmückt, er gewann im 19. Jahrhundert bei der Ausstellung von Hochaltären in Antwerpen einen Preis. Der Schrein der hl. Maxellende stammt aus dem 14. Jahrhundert und wurde 1896 unter Denkmalschutz gestellt.
Das Querschiff wird von zwei Rosettenfenstern beleuchtet, die mit je 4600 Glasstücken um 1921 eingebaut wurden. Die Buntglasfenster von Charles Lorin aus Chartres wurden zwischen 1905 und 1946 angefertigt und stellen das Leben der Kirchenpatronin Maxellende dar. Die große Orgel wurde 1913 von Charles Mutin über dem Eingang installiert. Das Geläut umfasst drei Glocken: Vox Dei mit einem Gewicht von 2000 kg Tonnen und Ton C, Pax mit 1700 kg und Ton D und Maxellende mit 1500 kg und Ton F.